# Hiroshi Ninomiya (ur. 1969)
Hiroshi Ninomiya (jap. 二宮 浩 Ninomiya Hiroshi; ur. 11 kwietnia 1969) – japoński piłkarz występujący na pozycji napastnika.

## Kariera klubowa
Od 1992 do 1997 roku występował w klubach Urawa Reds, Danubio i Mito HollyHock.